# Leve de vrouw
Leve de vrouw is een lied van het Nederlandse zangduo Nick & Simon. Het werd in 2014 als single uitgebracht en stond in hetzelfde jaar als vierde track en als nieuw nummer op de tweede cd van het verzamelalbum Herinneringen - Het beste van.

## Achtergrond
Leve de vrouw is geschreven door Simon Keizer, Jaap Kwakman en Jan Dulles en geproduceerd door Gordon Groothedde. Het is een nummer uit het genre palingpop en is een viering van het bestaan van alle vrouwen op de wereld. Op de B-kant van de single staat Ode aan de vrouw, dat, zoals de titel doet vermoeden, een ode is aan de vrouw. Daarnaast is het B-kantnummer een bewerking van Ik wou dat ik jou was van Veldhuis & Kemper uit 2003.

## Hitnoteringen
De zangers hadden succes met het lied in de hitlijsten van het Nederlands taalgebied. Het piekte op de 42e plaats van de Nederlandse Single Top 100 in de twee weken dat het in deze hitlijst te vinden was. De Nederlandse Top 40 werd niet bereikt; het kwam hier tot de derde plek van de Tipparade. Ook in de Vlaamse Ultratop 50 was er geen notering. Wel bereikte het de 65e positie van de Ultratip 100.